# 科爾德沃特鎮區 (阿肯色州克羅斯縣)
科爾德沃特鎮區（英語：Coldwater Township）是位於美國阿肯色州克羅斯縣的一個行政鎮區。

## 地方資料
科爾德沃特鎮區的面積為79.78平方千米，當中陸地面積為79.50平方千米，而水域面積為0.28平方千米。根據2010年美國人口普查的數據，當地共有人口376人，而人口密度為每平方千米4.71人。